# Lee Jun-hyeok
Lee Jun-hyeok (en hangul, 이준혁; hanja: 李準赫; RR: I Jun-hyeok), es un actor de televisión, teatro y musicales surcoreano.

## Biografía
Está casado con Ji Young-an (정지안), la pareja tiene dos hijos y una hija: Lee Ji-hoon, Lee Yeon-hoon y Lee Eun-seo.

## Carrera
Es miembro de la agencia Chang Company (창 컴퍼니).
En marzo de 2013 se unió al elenco recurrente de la serie Nine: Nine Time Travels (también conocida como "Nine"), donde interpretó a Sang-beom, el líder del equipo de CBM News. En abril del mismo año se unió al elenco recurrente de la serie The Queen of Office donde dio vida a Han Jung-soo, un miembro del área de "Super Home Shopping".
En julio de 2014 se unió al elenco recurrente de la serie Hi! School-Love On, donde interpretó a Han Dong-geun, el maestro de educación física. 
El 23 de mayo de 2015 realizó una aparición especial durante el undécimo episodio de la serie Divorce Lawyer in Love, donde dio vida a Nam Gae-jin, el esposo norcoreano de Ri Book-nyeo (Shin Dong-mi). En octubre del mismo año se unió al elenco recurrente de la serie Six Flying Dragons, donde interpretó a Hong Dae-hong, el profesor de artes marciales de Moo-hyul (Yoon Kyun-sang).
En marzo de 2017 se unió al elenco recurrente de la serie My Father is Strange, donde dio vida a Na Young-shik, el hermano menor de Na Young-shil (Kim Hae-sook) y esposo de Lee Bo-mi (Jang So-yeon).
En septiembre de 2018 se unió al elenco recurrente de la serie 100 Days My Prince, donde interpretó a Park Bok-eun, un hombre que a pesar de la corrupción de sus superiores, el es un hombre justo que tiene una buena relación con los aldeanos de Songjoo. 
En octubre del mismo año se unió al elenco recurrente de la serie Bad Papa, donde dio vida a Kim Pil-doo, el jefe de la red de luchas ilegales dentro de las artes marciales mixtas.
En febrero de 2019 se unió al elenco recurrente de la serie Touch Your Heart, donde interpretó a Yeon Jun-suk, el CEO de la agencia que descubrió y convirtió a Oh Yoon-seo (Yoo In-na) en actriz.
El 17 de mayo del mismo año realizó su primera aparición especial en la serie The Nokdu Flower, donde dio vida al líder de los soldados de Jinsan.
En mayo del mismo año se unió al elenco recurrente de la serie The Wind Blows, donde interpretó a Choi Hang-seo, el amigo de Kwon Do-hoon (Kam Woo-sung) y dueño de Izakaya. 
El 17 de julio del mismo año realizó una aparición especial durante el primer episodio de la serie Class of Lies, donde dio vida al jefe de la corporación de producción de Yongdory quien trata de robar la patente de la máscara. 
En octubre del mismo año se unió al elenco recurrente de la serie The Lies Within, donde interpretó a Yoo Dae-yong, el jefe del equipo de investigación metropolitana. 
En diciembre del mismo año se unió al elenco recurrente de la serie Hot Stove League (también conocida como "Stove League"), donde dio vida a Go Se-hyeok, el jefe del equipo de reconocimiento de "Dreams".
El 6 de marzo de 2020 realizó su primera aparición especial durante el decimoprimer episodio de la serie Itaewon Class, donde interpretó a Park Joon-gi, un participante de "The Best Pub" que representa al grupo Jangga como el jefe de cocina.

## Filmografía

### Series de televisión
| Año         | Título                                             | Personaje                                      | Notas                                |
| ----------- | -------------------------------------------------- | ---------------------------------------------- | ------------------------------------ |
| 2024        | Borrador de malos recuerdos                        | Lee Seok-du, padre de Lee Goon y Lee Shin      | [ 6 ] [ 7 ]                          |
| 2023-24     | The Story of Park's Marriage Contract              | Hwang Myeong-su                                |                                      |
| 2023        | Joseon Attorney                                    | Jang Dae-bang                                  | [ 8 ]                                |
| 2022        | Good Job                                           | Jefe Hong                                      | [ 9 ]                                |
| 2021        | Happiness                                          | Kim Jung-kook                                  | [ 10 ]                               |
| 2021        | Bossam: Steal the Fate                             | Chun-bae                                       |                                      |
| 2021        | My Roommate Is a Gumiho                            | Prof. Park Bo-gum                              | ep. #14 - (aparición especial)       |
| 2021        | Racket Boys                                        | Banjang Yu                                     | ep. #6 - (aparición especial)        |
| 2020        | Mi peligrosa esposa                                | Det. Seo Ji-tae                                | [ 11 ] [ 12 ]                        |
| 2020        | Birthcare Center                                   | Yang Joon-suk                                  | 2 episodios - (aparición especial)   |
| 2020        | SF8: Blink                                         | Jefe                                           | 1 episodio                           |
| 2020        | Mystic Pop-Up Bar                                  | Jefe de Depto. Yeom / Lord Kim Jin / Won-young | [ 13 ]                               |
| 2020        | Itaewon Class                                      | Park Joon-gi                                   | 3 episodios - (aparición especial)   |
| 2019 - 2020 | Hot Stove League                                   | Go Se-hyeok                                    |                                      |
| 2019        | Catch the Ghost                                    | Inspector en Jefe Gong                         |                                      |
| 2019        | The Lies Within                                    | Yoo Dae-yong                                   |                                      |
| 2019        | Class of Lies                                      | -                                              | ep. #1 - (aparición especial)        |
| 2019        | The Wind Blows                                     | Choi Hang-seo ("Carlos")                       | [ 14 ]                               |
| 2019        | The Nokdu Flower                                   | Líder de los Soldados de Jinsan                | (Ep. #13, 28) - (aparición especial) |
| 2019        | Welcome to Waikiki 2                               | Director con Amnesia                           | (ep. #1) - (aparición especial)      |
| 2019        | Doctor Prisoner                                    | Dr. Go Young-cheol                             |                                      |
| 2019        | Touch Your Heart                                   | Yeon Jun-suk                                   |                                      |
| 2018        | Bad Papa                                           | Kim Pil-doo                                    |                                      |
| 2018        | My Secret Terrius                                  | Chamán                                         | ep. #11 - (aparición especial)       |
| 2018        | 100 Days My Prince                                 | Park Bok-eun                                   |                                      |
| 2018        | Big Forest                                         | Maestro                                        | ep. #2 - (aparición especial)        |
| 2018        | Misty                                              | Jung Ki-chan                                   | [ 15 ]                               |
| 2017        | Mad Dog                                            | Det. Jo Han-woo                                |                                      |
| 2017        | Drama Special Season 8 - "A Bad Family"            | Kim Jung-gook                                  | 1 episodio                           |
| 2017        | Drama Special Season 8 - "If We Were A Season"     | Lee Jun-hyeok                                  | 1 episodio                           |
| 2017        | Man to Man                                         | Dir. Lee Hyuk-joon                             |                                      |
| 2017        | My Father is Strange                               | Na Young-shik                                  |                                      |
| 2017        | Rebel: Thief Who Stole the People                  | Hong Yong-gae                                  |                                      |
| 2017        | Voice                                              | Gerente del Club Nocturno                      | ep. #1 - (aparición especial)        |
| 2016        | Justice Team                                       | Agente de Bienes Raíces                        | (aparición especial)                 |
| 2016        | Love in the Moonlight                              | Eunuco Jang Hoon-nam                           | [ 17 ]                               |
| 2016        | Doctors                                            | Pandillero                                     | ep. #1 - (aparición especial)        |
| 2016        | Mrs. Cop 2                                         | Bae Dae-hoon                                   |                                      |
| 2016        | Puck!                                              | Im Wan-yong                                    | 1 episodio                           |
| 2016        | Please Come Back, Mister                           | Cliente de la Tienda                           | ep. #6 - (aparición especial)        |
| 2015 - 2016 | Six Flying Dragons                                 | Hong Dae-hong                                  |                                      |
| 2015        | Divorce Lawyer in Love                             | Nam Gae-jin                                    | ep. #11 - (aparición especial)       |
| 2015        | Hyde, Jekyll, Me                                   | Detective Na                                   |                                      |
| 2014        | Dr. Frost                                          | -                                              | ep. #1 - (aparición especial)        |
| 2014        | Liar Game                                          | Criminal                                       | ep. #1 - (aparición especial)        |
| 2014        | Misaeng (Incomplete Life)                          | Pasante Internacional                          | ep. #1 - (aparición especial)        |
| 2014        | Plus Nine Boys                                     | -                                              |                                      |
| 2014        | The Three Musketeers                               | -                                              |                                      |
| 2014        | Golden Tower                                       | Lee Jun-hyeok                                  |                                      |
| 2014        | Hi! School-Love On                                 | Mtro. Han Dong-geun                            |                                      |
| 2014        | Angel Eyes                                         | Hombre Intentando Suicidarse                   | ep. #4 - (invitado)                  |
| 2013        | Marry Him If You Dare                              | -                                              |                                      |
| 2013        | Blue Tower ZERO (푸른거탑 제로 2)                  | Lee Jun-hyeok                                  | 11 episodios                         |
| 2013        | Special Affairs Team TEN 2 (특수사건 전담반 TEN 2) | -                                              |                                      |
| 2013        | The Queen of Office                                | Han Jung-soo                                   |                                      |
| 2013        | Nine: Nine Time Travels                            | Sang-beom                                      |                                      |
| 2012        | Queen In-hyun's Man                                | Taxista                                        | ep. #13 - (invitado)                 |
| 2011        | God's Quiz Season 2                                | Go Jong-do                                     | (invitado)                           |

### Películas
| Año  | Título                                | Personaje                      | Notas                                                                                        |
| ---- | ------------------------------------- | ------------------------------ | -------------------------------------------------------------------------------------------- |
| 1991 | Mother, Your Son                      | —                              |                                                                                              |
| 2000 | A Masterpiece in My Life              | —                              |                                                                                              |
| 2002 | Chow Yun-fat Boy Meets Brownie Girl   | —                              |                                                                                              |
| 2008 | Sunny                                 | Soldado                        |                                                                                              |
| 2008 | Scandal Makers                        | Fotógrafo                      |                                                                                              |
| 2010 | Harmony                               | Médico de emergencia           |                                                                                              |
| 2010 | Twilight Gangsters                    | Dueño de la Fábrica            |                                                                                              |
| 2010 | Secret Love                           | Hombre desconocido             |                                                                                              |
| 2010 | My Dear Desperado                     | Entrevistador final            |                                                                                              |
| 2010 | Troubleshooter                        | Investigador de ADN            |                                                                                              |
| 2010 | The Yellow Sea                        | Vendedor de perros             | Junto a Ha Jung-woo, Kim Yoon-seok, Jo Sung-ha, Lee Chul-min y Kwak Do-won                   |
| 2011 | Late Blossom                          | Fotógrafo                      |                                                                                              |
| 2011 | I Am Alone                            | —                              | Cortometraje                                                                                 |
| 2011 | Animal Town                           | Oh Sung-chul                   |                                                                                              |
| 2011 | Sunny                                 | Detective privado              |                                                                                              |
| 2011 | Dance Town                            | —                              |                                                                                              |
| 2012 | The Beginning of Misfortune           | Detective                      |                                                                                              |
| 2012 | Love Fiction                          | Profesor Jung                  |                                                                                              |
| 2012 | The Weight                            | Hombre en motocicleta          |                                                                                              |
| 2012 | Masquerade                            | Hyeon-gam                      | Junto a Lee Byung Hun, Ryu Seung-ryong, Han Hyo-joo y Jang Gwang                             |
| 2012 | The Fortune Tellers (Ghost Sweepers)  | Asesino                        |                                                                                              |
| 2012 | A Werewolf Boy                        | Oficial de la Policía          | Junto a Song Joong-ki, Park Bo-young, Yoo Yeon-seok, Jang Young-nam y Kim Hyang-gi           |
| 2012 | House With a Good View                | Cliente                        |                                                                                              |
| 2012 | Grecoroman                            | —                              | (corto)                                                                                      |
| 2013 | I Am Alone 2                          | —                              |                                                                                              |
| 2013 | South Bound                           | Maestro de Pelea               |                                                                                              |
| 2013 | From Seoul to Varanasi                | —                              |                                                                                              |
| 2013 | The Gifted Hands                      | Yang-so                        | Junto a Kim Kang-woo, Kim Bum, Esom y Yoo Seung-mok                                          |
| 2013 | Born To Sing                          | Goo In-nam                     |                                                                                              |
| 2013 | Montage                               | Detective en Jefe Shin         | Junto a Uhm Jung-hwa, Jo Hee-bong, Yoo Seung-mok, Park Chul-min y Jung Hae-kyun              |
| 2013 | Mai Ratima                            | Sang-pil                       |                                                                                              |
| 2013 | Mr. Go                                | Leiting / Zeroz                |                                                                                              |
| 2013 | Hide and Seek                         | Sang-man                       |                                                                                              |
| 2013 | Jit (Act)                             | —                              | Cameo                                                                                        |
| 2013 | Hwayi: A Monster Boy                  | Oficial de la Policía          | Junto a Kim Yoon-seok, Yeo Jin-goo, Cho Jin-woong, Jang Hyun-sung y Kim Sung-kyun            |
| 2013 | Top Star                              | Sang-chul                      |                                                                                              |
| 2013 | Friend: The Great Legacy (Friend 2)   | Subordinado de Lee Joon-suk    |                                                                                              |
| 2013 | The Five                              | Detective Park                 |                                                                                              |
| 2014 | Tabloid Truth                         | Nam-soo                        |                                                                                              |
| 2014 | Guardian                              | Jin-soo                        |                                                                                              |
| 2014 | The Fatal Encounter                   | —                              |                                                                                              |
| 2014 | Tazza: The Hidden Card                | "Pliers"                       | Junto a T.O.P, Shin Se-kyung, Kwak Do-won y Lee Ha-nui                                       |
| 2014 | Slow Video                            | Líder de Equipo Bae            |                                                                                              |
| 2014 | My Dictator                           | Gi-chul                        |                                                                                              |
| 2014 | Men and Women                         | —                              |                                                                                              |
| 2014 | Seasons Romance                       | —                              |                                                                                              |
| 2015 | Shoot My Heart                        | Músico Callejero               | Junto a Lee Min-ki, Yu Oh-seong, Kim Jung-tae y Yeo Jin-goo                                  |
| 2015 | Salut d'Amour                         | Ok Bok-sung                    | [ 18 ]                                                                                       |
| 2015 | Enemies In-Law                        | Repartidor                     | Cameo                                                                                        |
| 2015 | The Chronicles of Evil                | Lee Myeong-cheon               | Junto a Son Hyun-joo, Ma Dong-seok, Choi Daniel, Park Seo-joon y Jung Won-joong              |
| 2015 | The Classified File                   | Mae Seok-hwan                  |                                                                                              |
| 2015 | Alice In Earnestland                  | Hyung-suk                      |                                                                                              |
| 2015 | Wonderful Nightmare                   | Jefe de Sección Choi           |                                                                                              |
| 2015 | The Advocate: A Missing Body          | Gil-dong                       |                                                                                              |
| 2015 | Fatal Intuition                       | Myeong-gyu                     | Junto a Joo Won, Yoo Hae-jin, Lee Yoo-young, Ryu Hye-young y Kim Young-woong                 |
| 2016 | Don't Forget Me                       | Shin Hyun-ho                   | Junto a Jung Woo-sung, Kim Ha-neul, Bae Seong-woo, Jang Young-nam y Lim Ju-eun               |
| 2016 | A Melody To Remember                  | Superior Jo                    |                                                                                              |
| 2016 | Phantom Detective                     | Agente Inmobiliario            | Junto a Lee Je-hoon, Kim Sung-kyun, Go Ara, Yoo Seung-mok y Noh Jeong-eui                    |
| 2016 | Seondal: The Man Who Sells the River  | Comprador de Artículos Robados |                                                                                              |
| 2016 | A Break Alone                         | Yeong-chan                     |                                                                                              |
| 2017 | Lucid Dream                           | Joo Noh-geun                   | Cameo, junto a Go Soo, Sol Kyung-gu, Chun Ho-jin y Kwon Hae-hyo                              |
| 2017 | Miss Butcher                          | Choi Joong-gi                  |                                                                                              |
| 2017 | Midnight Runners                      | Profesor Ha                    | Aparición especial, junto a Park Seo-joon, Kang Ha-neul, Park Ha-sun, Sung Dong-il y Go Joon |
| 2017 | The Mimic                             | Hombre Adulto                  | Junto a Yum Jung-ah, Heo Jin, Shin Rin-ah, Bang Yu-seol y Gil Hae-yeon                       |
| 2017 | Oh! My God Returns                    | Prestamista                    |                                                                                              |
| 2017 | Bean Sprouts                          | Kim                            |                                                                                              |
| 2017 | RV: Resurrected Victims               | Cuñado                         |                                                                                              |
| 2018 | Golden Slumber                        | Cirujano Plástico              | Cameo, junto a Gang Dong-won, Kim Eui-sung, Kim Sung-kyun y Kim Dae-myung                    |
| 2018 | Be with You                           | Instructor de Natación Choi    | Junto a So Ji-sub, Son Ye-jin, Kim Ji-hwan, Ko Chang-seok y Seo Jeong-yeon                   |
| 2018 | Notebook from My Mother               | Jung-ho                        | Junto a Lee Joo-shil, Lee Jong-hyuk, Kim Sung-eun, Kim Sun-hwa y Lee Young-ah                |
| 2018 | Along with the Gods: The Last 49 Days | Juez                           | Junto a Ha Jung-woo, Ju Ji-hoon, Ma Dong-seok y Kim Dong-wook                                |
| 2019 | Your Name is Rose (Rosebud)           | Jefe Oh                        |                                                                                              |
| 2019 | The Dude in Me                        | Man-chul                       | Junto a Jung Jin-young, Park Sung-woong, Ra Mi-ran, Lee Soo-min y Kim Kwang-kyu              |
| 2019 | Underdog                              | —                              |                                                                                              |
| 2019 | Innocent Witness                      | Lee Yoon-jae                   | Aparición especial                                                                           |
| 2019 | Trade Your Love                       | Fotógrafo del Estudio de Bodas | Junto a Kim Dong-wook, Ko Sung-hee, Hwang Bo-ra, Kim Eui-sung y Im Ye-jin                    |
| 2020 | Hitman: Agent Jun                     | Gyu-man                        | Junto a Kwon Sang-woo, Jung Joon-ho, Hwang Jin-hee, Lee Yi-kyung y Heo Sung-tae              |
| 2023 | Rebound                               | Entrenador jefe                | Junto a Ahn Jae-hong                                                                         |
| 2025 | Hitman 2                              | Park Gyu-man                   | Junto a Kwon Sang-woo, Jung Joon-ho, Lee Yi-kyung y Hwang Woo-seul-hye                       |

### Programas de variedades
| Año             | Programa                                       | Notas                 |
| --------------- | ---------------------------------------------- | --------------------- |
| 2016 - presente | True Dad Confession (아빠본색)                 | miembro               |
| 2020            | House on Wheels                                | (ep. #5-6) - invitado |
| 2020            | The House Detox (신박한 정리)                  | (ep. #12) - invitado  |
| 2019            | Knowing Bros                                   | (ep. #182) - invitado |
| 2019            | Guess My Next Move V2 (니가 알던 내가 아냐 V2) | (ep. #5) - invitado   |
| 2018            | Life Bar                                       | (ep. #95) - invitado  |
| 2018            | Now Playing in Theaters - Childish Bromance    | miembro               |
| 2017            | Photo People                                   | miembro               |
| 2017            | Singderella                                    | (ep. #11) - invitado  |
| 2016            | Radio Star                                     | (ep. #494) - invitado |
| 2016            | Scene Stealer (씬스틸러 드라마전쟁)            | miembro               |

### Teatro
| Año  | Título          | Personaje | Notas |
| ---- | --------------- | --------- | ----- |
| 2010 | 야메의사        | -         |       |
| 2010 | 사나이 와타나베 | -         |       |
| 2010 | 백수광부들      | -         |       |
| 2009 | 야메의사        | -         |       |
| 2008 | 늘근도둑 이야기 | -         |       |
| 2008 | 키스            | -         |       |
| 2008 | 돌아온 엄사장   | -         |       |

### Anuncios / publicidad
| Año  | Título           | Notas               |
| ---- | ---------------- | ------------------- |
| 2016 | 이베이 코리아 G9 | junto a Park Bo-gum |

## Premios y nominaciones
| Año  | Categoría             | Premio          | Trabajo               | Resultado |
| ---- | --------------------- | --------------- | --------------------- | --------- |
| 2016 | Best Supporting Actor | KBS Drama Award | Love in the Moonlight | Ganó      |